# Bensdorf
Bensdorf es un municipio situado en el distrito de Potsdam-Mittelmark, en el estado federado de Brandeburgo (Alemania), a una altitud de 30 metros. Su población a finales de 2016 era de unos 1200 habs. y su densidad poblacional, 30 hab/km².